# نیو ئی‌اس۶
نیو ئی‌اس۶ (به انگلیسی: NIO ES6) یک خودروی اس‌یووی ۵ سرنشینهٔ تماماً برقی است که توسط شرکت نیو تولید می‌شود.این خودرو دومین اس‌یووی این شرکت است و در سال ۲۰۱۹ به بازار چین عرضه شد.

## تحقیق و توسعه
شرکت نیو این خودرو را هزاران مایل در یاکشی مغولستان داخلی تست کرد تا درک صحیحی از دوام و عملکرد این خودرو داشته باشد.

## مشخصات کلی
ئی‌اس۶ از یک باتری یون‌لیتیم بهره می‌برد که می‌توان به مانند نیو ئی‌اس۸ آن را تعویض کرد.
ئی‌اس۶ یک خودروی اس‌یووی اندازهٔ متوسط ۵ سرنشینه است که فاصل بین دو محور آن ۲٬۹۰۰ میلیمتر (۱۱۴ اینچ) و طول آن ۴٬۸۵۰ میلیمتر (۱۹۱ اینچ) است. بدنه و شاسی‌اش کاملاً از جنس آلومینیوم است و در حالت عادی به صورت خودروی چهارچرخ محرک است و دارای سیستم تعلیق بادی است. این خودرو پس از شارژ می‌تواند ۴۱۰ تا ۵۱۰ کیلومتر راه برود.
این خودرو در چین از ۳۵۸٬۰۰۰ تا ۵۴۸٬۰۰۰ یوان قیمت خورده‌است.

## رقبا
رقبای این خودرو در بازار چین عبارتند از: رووی مارول ایکس، آیون ال‌ایکس، ایکس‌پنگ جی۳، ولتمایستر ئی‌ایکس۵ و تسلا مدل وای

## نگارخانه

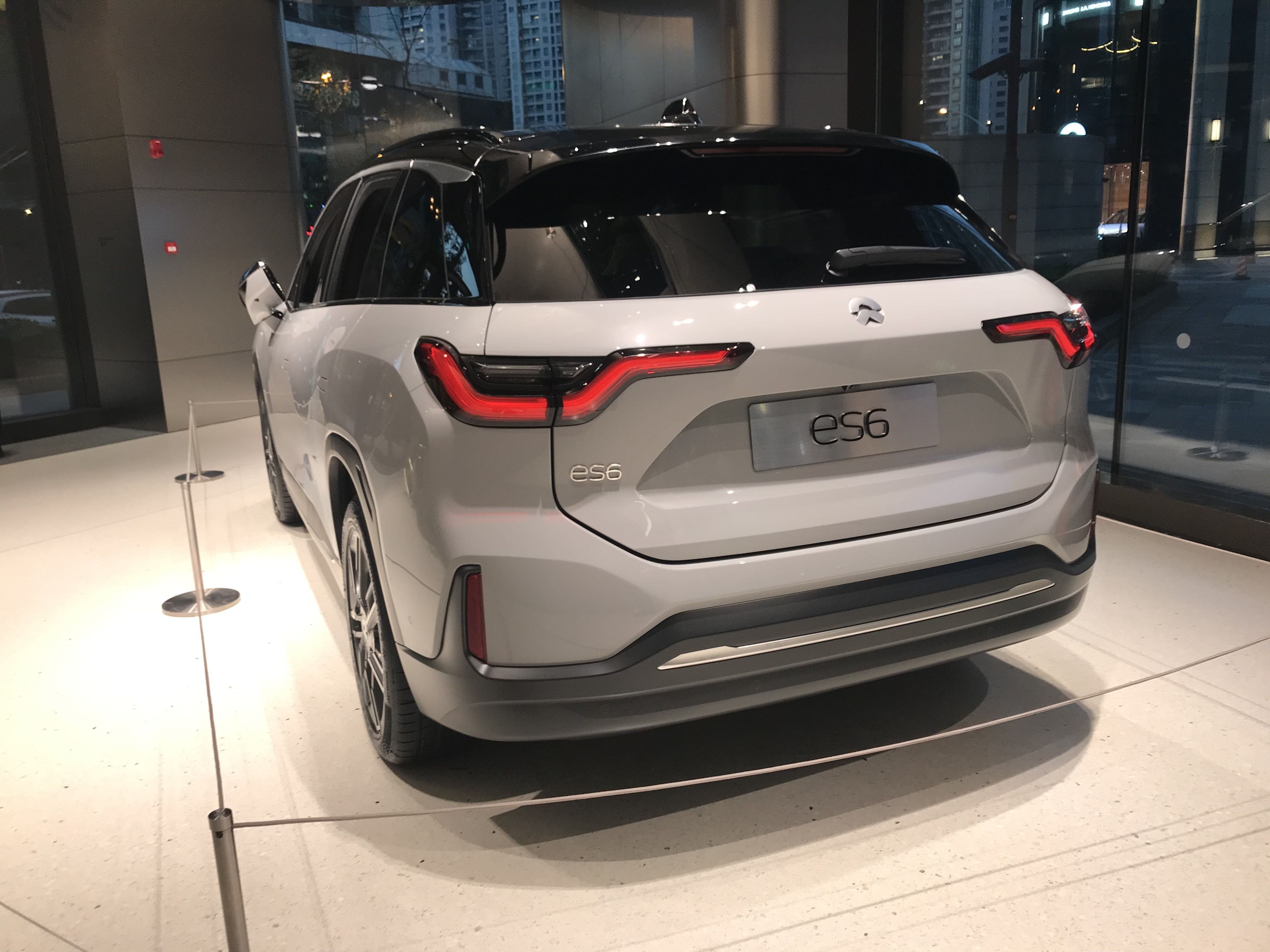
نمای عقب
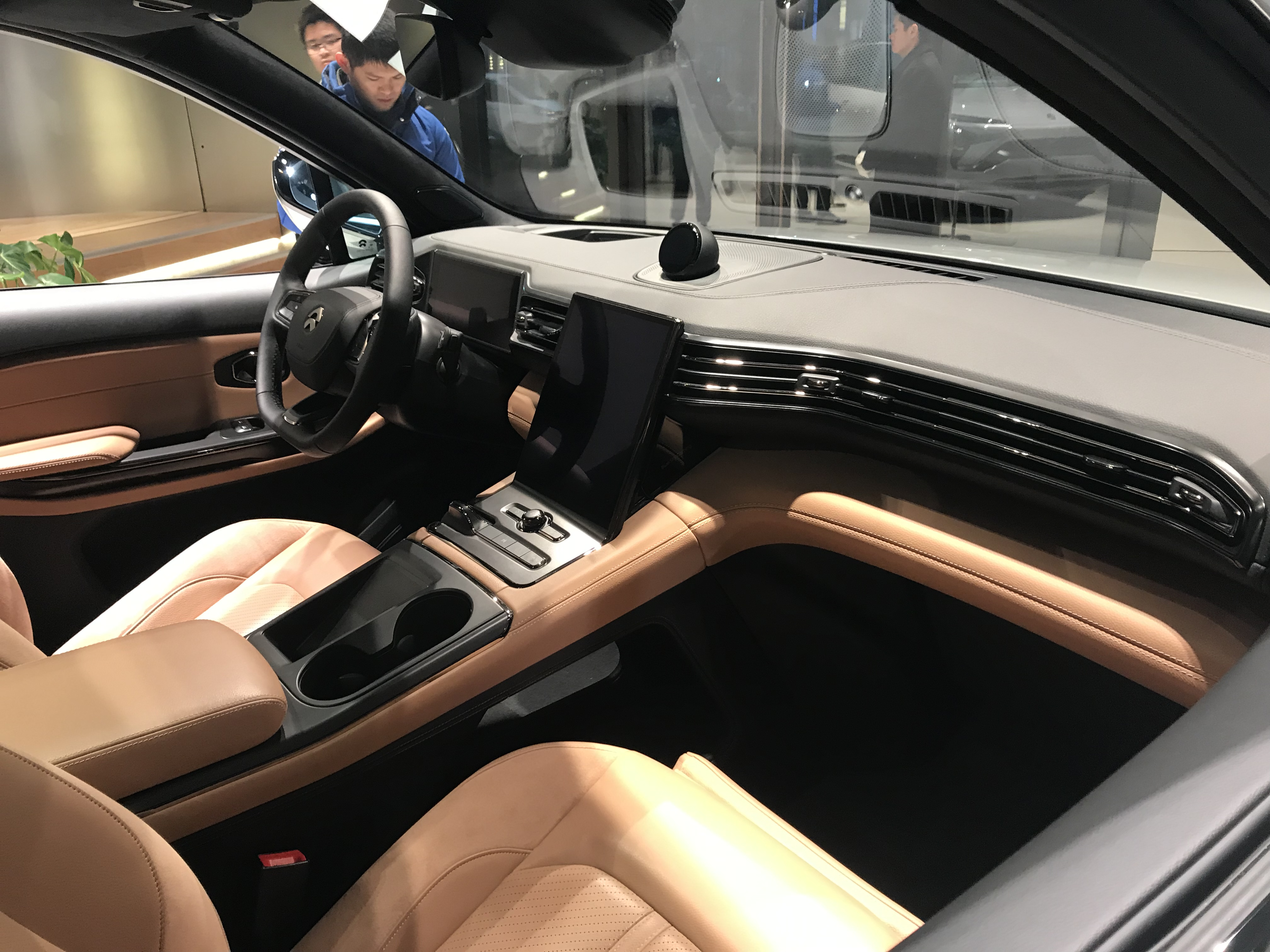
داخل